# Jenna Haze
Jenna Haze (Fullerton, Califòrnia, 22 de febrer de 1982) és una actriu pornogràfica nord-americana. Va entrar en la indústria pornogràfica el 2001, a l'edat de 19 anys. Va signar un contracte d'exclusivitat amb la companyia Jill Kelly Productions entre els anys 2002 i 2005. Durant la major part del seu temps en aquesta productora, va realitzar solament escenes amb dones, per lleialtat al seu llavors xicot, un camarògraf de la indústria pornogràfica. Va tornar a rodar escenes amb homes en la guardonada pel·lícula Jenna Haze Darkside, produïda per Jules Jordan el 2006.

## Primers anys
Jenna Haze es va criar en La Habra, Califòrnia, encara que va passar algun temps a Lancaster, Califòrnia i a Inver Grove Heights, Minnesota.
És la petita de quatre germans i prové d'una família monoparental. Va perdre la virginitat als 14 anys. Als 15 anys va deixar el col·legi i va començar a treballar en un restaurant de menjar ràpid. Va tenir diversos treballs no gaire ben pagats.
En complir 18 anys, va començar a treballar com stripper, però ho va deixar aquest mateix dia, ja que no li va agradar en absolut i menys el fet d'haver d'asseure's damunt d'homes que no li atreien. Jenna ja era una gran fan del cinema porno abans de dedicar-se a això. Uns amics li van preguntar l'any 2000 quin nom es posaria si fos actriu porno i ella va respondre Jenna Haze, en honor al seu nuvi d'aquell llavors (que es cognomenava Hayes -en anglès Hayes es pronuncia igual que Haze-) i a la cançó de Jimi Hendrix «Purple Haze».

## Carrera
Jenna Haze i el seu nuvi d'aquell llavors havien planejat rodar diverses escenes per a la saga de pel·lícules porno Shane's World, però ell, a l'últim moment, va canviar d'opinió. Als 19 anys i després d'acabar la relació amb el seu nuvi, Jenna Haze es va introduir al món del porno de la mà de la seva llavors representant, anomenat Dez, que va conèixer en el seu club nocturn favorit en Anaheim, Califòrnia. El 19 de juliol de 2001, exactament l'endemà passat d'haver-se conegut, va rodar les seves primeres escenes per a les pel·lícules Oral Adventures of Craven Moorehead 8 i Service Animals 4.
Igual que altres joves actrius porno com ara Gauge, Aurora Snow o Taylor Rain, Jenna Haze va destacar per les seves tòrrides interpretacions en escenes de sexe anal, doble penetració i fins i tot empassant semen. Va signar un contracte exclusiu amb Jill Kelly Productions a l'abril de 2002 i va decidir actuar només en escenes lèsbiques, ja que havia començat una relació amb un cámarograf que també treballava en la indústria del porno del que estava enamorada, la qual cosa li feia no sentir-se còmoda treballant amb altres nois. A l'abril de 2005, el seu contracte amb Jill Kelly Productions va finalitzar i diversos mesos més tard va anunciar que estava molt feliç d'haver acabat amb el seu compromís exclusiu amb Jill Kelly Productions i de poder treballar lliurement per qui volgués de nou. Jenna va tornar a les seves arrels i va continuar rodant tòrrides escenes heterosexuals, debutant en el seu retorn a la pornografia dura, en escenes que superen a les dels seus orígens, en la pel·lícula Jenna Haze DarkSide, dirigida pel director Jules Jordan, el seu actual nuvi, i que inclou la seva primera escena interracial.
Jenna Haze va participar en el programa Pornucopia de la cadena de televisió nord-americana HBO, documental de sis capítols sobre la indústria del porno als Estats Units.
Jenna Haze també ha participat en sessions de fotos amb Taylor Momsen i ha sortit en el videoclip de My Medicine de The Pretty Reckless.

## Premis
- 2003 – Premi AVN – Best New Starlet[3]
- 2003 – Premi AVN – Best Sol Sex Scene – Big Bottom Sadie[3]
- 2006 – Premio F.A.M.I. – Fan Favorite Best Butt[4]
- 2007 – Premi AVN – Best Oral Sex Scene, Video – Jenna Haze Darkside[3]
- 2007 – Premi AVN – Best Group Sex Scene, Video – Fashionistas Safado: The Challenge[3]
- 2007 – Premi CAVR – Best Movie Performance – Jenna Haze Darkside
- 2007 – Premi XRCO – Best On-Screen Chemistry – Fashionistas Safado: The Challenge[5]
- 2007 – Premio F.A.M.I. – Favorite Oral Starlet[6]
- 2008 – Premi AVN – Best Couple Sex Scene, Video – Evil Anal 2[7]
- 2008 – Premi XRCO – Orgasmic Oralist[8]
- 2008 – Premio F.A.M.I. – Favorite Anal Starlet[9]
- 2008 – Premi Adult Nightclub and Exotic Dancer – Adult Movie Entertainer of the Year
- 2009 – Premi AVN – Female Performer of the Year[10]
- 2009 – Premi AVN – Best Tease Performance – Chris Streams' Pretty As They Cum[10]
- 2009 – Premi XBIZ – Female Performer of the Year[11]
- 2009 – Premi XRCO – Female Performer of the Year[12]
- 2009 – Premio F.A.M.I. – Dirtiest Girl In Porn[13]
- 2009 – Premio F.A.M.I. – Favorite Oral Starlet[13]
- 2009 – Hot d'Or – Best American Female Performer[14]
- 2010 – Premi XRCO – Orgasmic Analist[15]
- 2010 – Premi XFANZ – Female Star of the Year[16]
- 2010 - PornstarGlobal 5 Star Award Winner